# Мирошниченко, Александр Владимирович
Александр Владимирович Мирошниченко (10 января 1934, Таганрог, Азово-Черноморский край — 15 июня 2007, Таганрог, Ростовская область) — шлифовщик Таганрогского механического завода. Герой Социалистического Труда.

## Биография
Родился 10 января 1934 года в город Таганрог Ростовской области. Русский.
После окончания ремесленного железнодорожного училища № 1 в 1950 году поступил токарем на Таганрогский механический завод имени Георгия Димитрова Минавиапрома СССР (в дальнейшем — ОАО «Тавиа»). Затем работал резьбошлифовалыциком, шлифовщиком.
Защитил рабочую диссертацию «Шлифование винтов и шаровой резьбы» вместе с Н. В. Зайченко и М. И. Онищенко.
Указом Президиума Верховного Совета СССР («закрытым») от 3 сентября 1981 года за большие заслуги в создании новой авиационной техники Мирошниченко Александру Владимировичу присвоено звание Героя Социалистического Труда с вручением ордена Ленина и золотой медали «Серп и Молот».
Проработал на заводе 50 лет. Заслуженный ветеран труда «Тавиа». С 2000 года — на пенсии.
Жил в Таганроге. Умер 15 июня 2007 года. Похоронен в городе Таганрог Ростовской области.
Избирался членом бюро Октябрьского райкома КПСС Таганрога.

## Награды
- Золотая медаль «Серп и Молот» (03.09.1981);
- Орден Ленина (25.03.1974).
- Орден Ленина (03.09.1981).
- Орден Октябрьской Революции (26.04.1971).
- Орден «Знак Почёта» (22.07.1966)
- Медаль «За трудовое отличие»
- Медаль «В ознаменование 100-летия со дня рождения Владимира Ильича Ленина» (6 апреля 1970)